# ليتل فيري (نيوجيرسي)
ليتل فيري (بالإنجليزية: Little Ferry borough, New Jersey)‏ هي منطقة سكنية تقع بولاية نيوجيرسي في الولايات المتحدة. تبلغ مساحتها 4.32 كم2، وترتفع عن سطح البحر 0.9144000000000001 م، بلغ عدد سكانها 10,626 نسمة في عام 2010 حسب إحصاء مكتب تعداد الولايات المتحدة وتصل الكثافة السكانية فيها 2,459.7 نسمة لكل كيلومتر مربع (6,370.6/ميل2).

## التركيبة السكانية
حدّد مكتب تعداد الولايات المتحدة بيانات التركيبة السكانية لليتل فيري في تعداد الولايات المتحدة. في ما يلي، التركيبة السكانية حسب تعدادي 2000 و2010.

### تعداد عام 2000
بلغ عدد سكان ليتل فيري 10,800 نسمة بحسب تعداد عام 2000، وبلغ عدد الأسر 4,366 أسرة وعدد العائلات 2,785 عائلة مقيمة في المنطقة السكنية. في حين سجلت الكثافة السكانية 2,500 نسمة لكل كيلومتر مربع (6,475.0/ميل2). وبلغ عدد الوحدات السكنية 4,449 وحدة بمتوسط كثافة قدره 1,029.9 لكل كيلومتر مربع (2,667.4/ميل2).
وتوزع التركيب العرقي للمنطقة السكنية بنسبة 68.76% من البيض و4.71% من الأمريكيين الأفارقة و0.15% من الأمريكيين الأصليين و17.10% من الأمريكيين ذوي الأصول الآسيوية و0.06% من سكان جزر المحيط الهادئ و5.75% من الأعراق الأخرى و3.47% من عرقين مختلطين أو أكثر و15.19% من الهسبانيون أو اللاتينيون من أي عرق.
بلغ عدد الأسر 4,366 أسرة كانت نسبة 29.8% منها لديها أطفال تحت سن الثامنة عشر تعيش معهم، وبلغت نسبة الأزواج القاطنين مع بعضهم البعض 49.3% من أصل المجموع الكلي للأسر، ونسبة 10.5% من الأسر كان لديها معيلات من الإناث دون وجود شريك، بينما كانت نسبة 3.9% من الأسر لديها معيلون من الذكور دون وجود شريكة وكانت نسبة 36.2% من غير العائلات. تألفت نسبة 31.2% من أصل جميع الأسر من عدة أفراد يعيشون في نفس المنزل ونسبة 7.6% كانت تتألف من شخص يعيش بمفرده يبلغ من العمر 65 عاماً أو أكثر. وبلغ متوسط حجم الأسرة المعيشية 2.47، أما متوسط حجم العائلات فبلغ 3.16.
بلغ العمر الوسطي للسكان 37.1 عاماً. وكانت نسبة 20.2% من القاطنين تحت سن الثامنة عشر، وكانت نسبة 7.4% بين الثامنة عشر والرابعة والعشرين عاماً، ونسبة 36.3% كانت واقعةً في الفئة العمرية ما بين الخامسة والعشرين والرابعة والأربعين عاماً، ونسبة 23.6% كانت ما بين الخامسة والأربعين والرابعة والستين، ونسبة 12.4% كانت ضمن فئة الخامسة والستين عاماً فما فوق. يوجد لكل 100 أنثى 95.0 ذكر، ويوجد لكل 100 أنثى في الثامنة عشر من عمرها فما فوق 91.7 ذكر.
بلغ متوسط دخل الأسرة في المنطقة السكنية 49,958 دولارًا، أما متوسط دخل العائلة فبلغ 59,176 دولارًا. وكان متوسط دخل الذكور 42,059 دولارًا مقابل 34,286 دولارًا للإناث. وسجل دخل الفرد الخاص بالمنطقة السكنية 24,210 دولارًا. وكانت نسبة 5.9% من العائلات ونسبة 6.3% من السكان تحت خط الفقر، وكان من هؤلاء نسبة 7.4% تحت سن الثامنة عشر ونسبة 6.3% في الخامسة والستين من العمر وما فوق.

### تعداد عام 2010
بلغ عدد سكان ليتل فيري 10,626 نسمة بحسب تعداد عام 2010، وبلغ عدد الأسر 4,239 أسرة وعدد العائلات 2,730 عائلة مقيمة في المنطقة السكنية. في حين سجلت الكثافة السكانية 2,459.7 نسمة لكل كيلومتر مربع (6,370.6/ميل2). وبلغ عدد الوحدات السكنية 4,439 وحدة بمتوسط كثافة قدره 1,027.5 لكل كيلومتر مربع (2,661.2/ميل2).
وتوزع التركيب العرقي للمنطقة السكنية بنسبة 60.78% من البيض و3.94% من الأمريكيين الأفارقة و0.30% من الأمريكيين الأصليين و24.24% من الأمريكيين ذوي الأصول الآسيوية و0.04% من سكان جزر المحيط الهادئ و7.05% من الأعراق الأخرى و3.65% من عرقين مختلطين أو أكثر و22.98% من الهسبانيون أو اللاتينيون من أي عرق.
بلغ عدد الأسر 4,239 أسرة كانت نسبة 29.1% منها لديها أطفال تحت سن الثامنة عشر تعيش معهم، وبلغت نسبة الأزواج القاطنين مع بعضهم البعض 47.9% من أصل المجموع الكلي للأسر، ونسبة 11.4% من الأسر كان لديها معيلات من الإناث دون وجود شريك، بينما كانت نسبة 5% من الأسر لديها معيلون من الذكور دون وجود شريكة وكانت نسبة 35.6% من غير العائلات. تألفت نسبة 31% من أصل جميع الأسر من عدة أفراد يعيشون في نفس المنزل ونسبة 9.1% كانت تتألف من شخص يعيش بمفرده يبلغ من العمر 65 عاماً أو أكثر. وبلغ متوسط حجم الأسرة المعيشية 2.51، أما متوسط حجم العائلات فبلغ 3.19.
بلغ العمر الوسطي للسكان 40.2 عاماً. وكانت نسبة 19.7% من القاطنين تحت سن الثامنة عشر، وكانت نسبة 7.4% بين الثامنة عشر والرابعة والعشرين عاماً، ونسبة 30.3% كانت واقعةً في الفئة العمرية ما بين الخامسة والعشرين والرابعة والأربعين عاماً، ونسبة 29.4% كانت ما بين الخامسة والأربعين والرابعة والستين، ونسبة 13.2% كانت ضمن فئة الخامسة والستين عاماً فما فوق. وتوزع التركيب الجنسي للسكان بنسبة 48.6% ذكور و51.4% إناث.

## وصلات خارجية
- الموقع الرسمي